# Luigi Settembrini (sommergibile)
Il Luigi Settembrini è stato un sommergibile della Regia Marina.

## Storia
L'11 settembre 1933 salpò da Taranto, assieme al gemello Ruggiero Settimo, per un viaggio in Mar Rosso: i due sommergibili fecero tappa a Tobruk, Porto Said, Massaua, Aden, Assab, ancora Massaua, Ismailia, di nuovo Porto Said e poi Alessandria d'Egitto, attraccando nuovamente a Taranto il 4 aprile 1934; la crociera diede risultati abbastanza soddisfacenti.
Partecipò clandestinamente alla guerra di Spagna, operando in Egeo e cogliendo un successo: il 3 settembre 1937 (al comando del tenente di vascello Beppino Manca) intimò il fermo al piroscafo sovietico Blagoiev (3100 tsl) in navigazione al largo dell'isola di Psara con un carico di 4480 tonnellate di carbone dirette a Ceuta (la nave era partita dal porto sovietico di Mariupol), lo fece abbandonare dall'equipaggio (che si mise in salvo per intero, lamentando però in seguito la morte di un ferito grave) e gli lanciò poi tre siluri, uno dei quali andò a segno provocandone l'affondamento in circa mezz'ora.
All'inizio della seconda guerra mondiale operò in funzione difensiva nel golfo di Taranto.
Il 7 agosto 1940 fu inviato nel Canale di Gerico e nella mattinata di quello stesso giorno lanciò infruttuosamente un siluro contro due cacciatorpediniere; rientrò in porto il 13 agosto.
Nel settembre 1940 fu assegnato al Gruppo Sommergibili di Messina.
In novembre fece parte di uno sbarramento di sommergibili fra lo Ionio e l'Egeo, senza avvistare navi sebbene la Mediterranean Fleet fosse in quei giorni in mare più o meno in quella zona.
Il 23 aprile 1941 attaccò un incrociatore inglese con il lancio di tre siluri, mancandolo.
Successivamente fu impiegato al largo della Libia: il 10 luglio 1941, nottetempo, con il capitano di corvetta Alcide Baldi come comandante, individuò due grossi motoscafi; nella notte successiva avvistò due cacciatorpediniere che procedevano troppo veloci per poter essere attaccati, ed il 13 si portò all'attacco contro un altro cacciatorpediniere, senza riuscire a colpirlo. Due giorni dopo danneggiò alcuni motoscafi mettendoli in fuga, e all'1.35 del 16 luglio cercò vanamente di affondare una nave cisterna valutata in 700 tsl: la cannoneggiò, le lanciò un primo siluro (che transitò sotto lo scafo senza esplodere), la speronò e lanciò poi altri due siluri; la nave non fu però affondata.
Nella notte fra l'8 ed il 9 novembre 1941, al comando del capitano di corvetta Mario Resio, ascoltò con gli idrofoni – da una ventina di miglia – la Forza K britannica (incrociatori leggeri Aurora e Penelope e cacciatorpediniere Lance e Lively) che dirigeva ad attaccare il convoglio Duisburg: la seguì in superficie per quattro ore, ma, alle 6.15, quando era giunto a 5 miglia, dovette rinunciare all'attacco.
Il 1º ottobre 1942 fu destinato alla Scuola Sommergibili di Pola, svolgendo dieci missioni di addestramento.
Il 30 novembre compì una missione di trasporto di rifornimenti per la Libia e fu poi nuovamente mandato a Pola, dove compì altre 80 missioni addestrative.
Nel corso dell'invasione della Sicilia fu impiegato con funzioni difensive al largo di Sicilia e Calabria, senza cogliere risultati.
Alla proclamazione dell'armistizio si trovava in Mar Ionio; andò a consegnarsi agli Alleati ad Augusta e da lì, al calar del sole del 16 settembre 1943, partì – unitamente a cinque altri sommergibili – diretto a Malta, dove giunse il 17 dopo una navigazione effettuata in immersione (per non rischiare di essere accidentalmente attaccato da aerei o navi degli Alleati). Il 13 ottobre 1943 lasciò l'isola (con altri 14 sommergibili) per rientrare in Italia).
Fu poi inviato alle Bermuda per operare in esercitazioni antisommergibile degli Alleati, ma il 15 novembre 1944, alle 2.23, durante il viaggio, fu accidentalmente speronato dal cacciatorpediniere statunitense Frament e affondò in Atlantico in posizione 36°11' N e 19°45' O (circa 685 miglia ad ovest di Gibilterra), portando con sé 42 uomini (4 ufficiali e 38 fra sottufficiali e marinai), mentre solo 8 uomini (14 secondo altre fonti) riuscirono a salvarsi.